# آرشي ماثيسون
آرشي ماثيسون هو سياسي كندي، ولد في 31 مارس 1891 في Glenlivet ‏ في المملكة المتحدة، وتوفي في 30 سبتمبر 1978. نشط حزبياً في إتحاد مزارعي ألبرتا ‏. وقد انتخب عضو الجمعية التشريعية في ألبرتا ‏.